# Psilocymbium acanthodes
Psilocymbium acanthodes är en spindelart som beskrevs av Miller 2007. Psilocymbium acanthodes ingår i släktet Psilocymbium och familjen täckvävarspindlar. Inga underarter finns listade i Catalogue of Life.